# سیارک ۲۴۲۷۷
سیارک ۲۴۲۷۷ (به انگلیسی: 24277 Schoch، نامگذاری:1999XQ169) بیست و چهار هزار و دویست و هفتاد و هفتمین سیارک کشف شده‌است که در ۱۰ دسامبر ۱۹۹۹ کشف شد.
قدر مطلق سیارک برابر ۱۲.۹ است.